# Steven Strogatz
Steven Henry Strogatz (Torrington, Connecticut, 13 de agosto de 1959) é um físico estadunidense.
É professor de mecânica teórica e aplicada na Universidade Cornell. É conhecido principalmente por sua trabalho na área da sincronização de sistemas dinâmicos. Strogatz obteve um doutorado em 1986 na Universidade Harvard, orientado por Richard Ernest Kronauer e Charles Czeisler. Lecionou em seguida matemática no Instituto de Tecnologia de Massachusetts, seguindo em 1994 para a Universidade Cornell.
Trabalha nas áreas de matemática aplicada, biologia teórica e cronobiologia (em trabalho conjunto com Arthur Winfree), e principalmente como fenômenos do mundo pequeno em redes. Sua publicação de 1998 com Duncan Watts Collective dynamics of „small-world“ networks, contando nos 10 anos seguintes com 2700 citações, é uma das mais citadas publicações em física. Em 2012 foi eleito membro da Academia de Artes e Ciências dos Estados Unidos. Recebeu o Euler Book Prize de 2014 por The Joy of x. Recebeu o Prêmio Lewis Thomas de 2015, juntamente com Ian Stewart, e o Prêmio George Pólya de 2019. É fellow da American Mathematical Society.

## Publicações selecionadas
- The Joy of x. Die Schönheit der Mathematik, Verlag Kein & Aber, Zürich 2014, ISBN 978-3-0369-5692-3
- Synchron. Vom rätselhaften Rhythmus der Natur, 2004, Berlin-Verlag, ISBN 3-8270-0439-X.
- com Duncan Watts: Collective dynamics of 'small-world' networks., 1998, Nature #393, p. 440–42 Online (pdf)
- Nonlinear Dynamics and Chaos: With Applications to Physics, Biology, Chemistry and Engineering, 1994, Addison-Wesley Publ., ISBN 0-201-54344-3.
- The Mathematical Structure of the Human Sleep-Wake Cycle, 1986, Springer-Verlag, ISBN 3-540-17176-2.